# Anita Darian
Anita Darian, nacida Anita Margaret Esgandarian (Detroit, 26 de abril de 1927-Oceanside (Nueva York), 1 de febrero de 2015) fue una cantante y actriz estadounidense que tuvo una intensa carrera en la década de los 50 hasta 2010. 

## Biografía
Anita Margaret Esgandarian nació en Detroit, Míchigan, de familia de descendencia armenia. Se graduó en 1945 en la Cooley High School. Posteriormente estudiaría opera en la Instituto de Música Curtis de Filadelfia y en la Juilliard School de Nueva York. Consiguió algo de popularidad como cantante en la banda de escasa vida Sauter-Finegan Orchestra a mediados de los 50, con la que conseguiría grabar para RCA Victor.
Se mudó a Nueva York y trabajó en todos los registros (ópera, recitales clásicos, anuncios para televisión e incluso doblajes de dibujos animados). Apareció en muchas producciones televisivos y óperas desde la década de los 50 hasta los 70.
Como soprano, Darian interpretó a personajes con la New York City Opera y como solista con la Orquesta Filarmónica de Nueva York. También encarnó y grabó personajes de teatro musical, como la de Julie en la versión de estudio de Show Boat para Columbia Masterworks en 1962 con John Raitt, Barbara Cook y William Warfield.  También interpretó el papel de Lady Thiang en la versión teatral de los 60 de El rey y yo en el New York City Center con Barbara Cook como Anna y Farley Granger como el rey. También grabaría muchas piezas de compositores modernos y también como solista en álbumes para Fidelio Records y Kapp Records.
Darian también fue la soprano que aparece en el éxito de The Tokens "The Lion Sleeps Tonight". Su alto contrapunto a los cantantes principales y de respaldo fue una asombrosa fusión de su formación operística.
A finales de 2012, apareció en conciertos en honor al Great American Songbook.
Darian murió el 1 de febrero de 2015 a la edad de 87 años en la South Nassau Communities Hospital en Oceanside (Nueva York), debido a complicaciones en el quirófano.